# Erna Sellmer

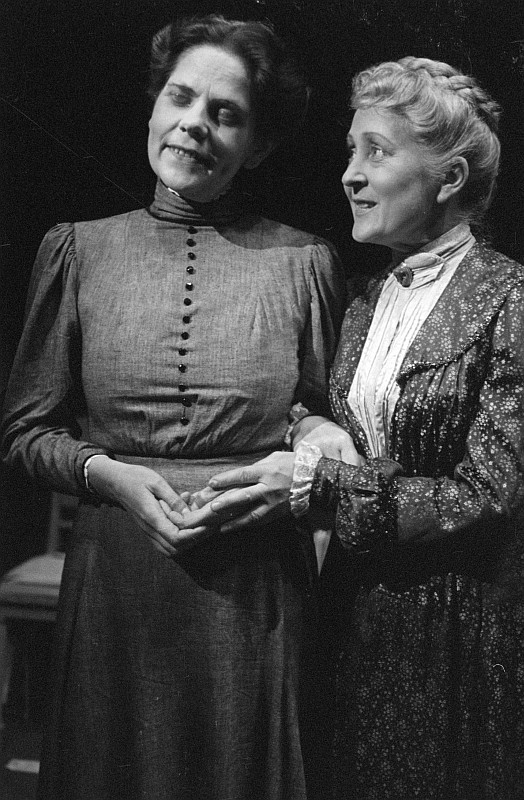
Erna Sellmer (links) mit Elly Burgmer während der Aufführung des Theaterstücks Unsere kleine Stadt, Deutsches Theater, Berlin, August 1945

Erna Elisabeth Dorothea Sellmer (* 19. Juni 1905 in Hamburg; † 13. Mai 1983 in München) war eine deutsche Schauspielerin.

## Leben
Erna Sellmer absolvierte ihre Schauspielausbildung an der Hochschule für Musik und bei Ilka Grüning in Berlin. Sie debütierte 24-jährig an der Grünen Bühne in Thale. Ab 1930 war sie am Stadttheater Osnabrück und dann am Stadttheater Augsburg tätig. Von 1937 bis 1940 gehörte sie zum Ensemble der Münchner Kammerspiele, anschließend agierte sie bis Kriegsende am Deutschen Theater und anderen Bühnen in Berlin. Zu ihren Rollen gehörten Mutter Henschel in Gerhart Hauptmanns Fuhrmann Henschel, Mutter Wolffen in Der Biberpelz, die Kupplerin in Maß für Maß und das Dienstmädchen Rosa in Der Raub der Sabinerinnen. Sie stand 1944 in der Gottbegnadeten-Liste des Reichsministeriums für Volksaufklärung und Propaganda. Ab 1945 war sie Theaterschauspielerin am Hebbel-Theater und am Schlosspark Theater in Berlin.
Neben ihrer Bühnentätigkeit wirkte sie in über 50 deutschsprachigen Spielfilmen mit (z. B. Große Freiheit Nr. 7), zumeist in Nebenrollen, wie z. B. in der Fernsehserie Landarzt Dr. Brock (1967) als Arzthelferin Helene sowie in der ersten deutschen Farbfernsehserie Adrian der Tulpendieb (1966). Zu ihren Filmerfolgen zählen Die Mörder sind unter uns, Unser täglich Brot und Ferien vom Ich.
Daneben lieh sie als Synchronsprecherin ihre Stimme unter anderem Hattie McDaniel in ihrer Oscar-prämierten Rolle in Vom Winde verweht.
Erna Sellmer starb am 13. Mai 1983 in München. Beigesetzt wurde sie auf dem Münchner Waldfriedhof, anonym, Neuer Teil, Gräberfeld 421.

## Filmografie (Auswahl)
- 1939: Befreite Hände
- 1939: Fasching
- 1940: Das Fräulein von Barnhelm
- 1941: Das andere Ich
- 1941: Komödianten
- 1941: Der siebente Junge
- 1941: Was geschah in dieser Nacht
- 1942: Die große Liebe
- 1942: Weiße Wäsche
- 1942: Zwei in einer großen Stadt
- 1943: Das Bad auf der Tenne
- 1943: Floh im Ohr
- 1943: Gefährlicher Frühling
- 1943: Liebesgeschichten
- 1944: Große Freiheit Nr. 7
- 1944: Die heimlichen Bräute
- 1944: Ich brauche dich
- 1944: Seinerzeit zu meiner Zeit
- 1944/48: Frech und verliebt
- 1944/48: Das kleine Hofkonzert
- 1944/49: Wie sagen wir es unseren Kindern?
- 1944/51: Zwischen Herz und Gewissen
- 1944/52: Das Mädchen Juanita
- 1945: Dr. phil. Döderlein (unvollendet)
- 1945: Frühlingsmelodie
- 1945: Der Scheiterhaufen
- 1946: Die Mörder sind unter uns
- 1949: Anonyme Briefe
- 1949: Unser täglich Brot
- 1950: Der Fall Rabanser
- 1950: Insel ohne Moral
- 1950: Das Mädchen aus der Südsee
- 1950: Die wunderschöne Galathee
- 1951: Corinna Schmidt
- 1951: Torreani
- 1952: Ferien vom Ich
- 1952: Fritz und Friederike
- 1952: Karriere in Paris
- 1952: Klettermaxe
- 1953: Die Unbesiegbaren
- 1953: Blume von Hawaii
- 1953: Heimlich, still und leise
- 1953: Hurra – ein Junge!
- 1953: Käpt’n Bay-Bay
- 1953: Regina Amstetten
- 1953: Tagebuch einer Verliebten
- 1954: Frühlingslied
- 1954: Ihre große Prüfung
- 1955: Ingrid – Die Geschichte eines Fotomodells
- 1955: Meine Kinder und ich
- 1957: Das Herz von St. Pauli
- 1957: Kein Auskommen mit dem Einkommen!
- 1957: Vergeßt mir meine Traudel nicht
- 1957: Die große Chance
- 1958: 13 kleine Esel und der Sonnenhof
- 1958: Meine 99 Bräute
- 1958: Münchhausen in Afrika
- 1959: Die Nacht vor der Premiere
- 1960: Lampenfieber
- 1962: Florence und der Zahnarzt
- 1962: Das Leben beginnt um acht
- 1962: So war Mama
- 1963: Heimweh nach St. Pauli
- 1964: Freddy, Tiere, Sensationen
- 1967: Landarzt Dr. Brock
- 1967: Das Fräulein (Fernsehfilm)
- 1968: Ein dreifach Hoch dem Sanitätsgefreiten Neumann
- 1969: Klein Erna auf dem Jungfernstieg
- 1969: Charley’s Onkel
- 1970: Gefährliche Neugier
- 1972: Alles wegen George (Fernsehserie)[2]
- 1975: Tatort – Treffpunkt Friedhof
- 1976: Derrick – Das Bordfest
- 1977: Endstation Paradies
- 1978: Jauche und Levkojen (Mehrteiler)
- 1978: Derrick – Die verlorenen Sekunden
- 1981: Die Rosen von Dublin (Les roses de Dublin)
- 1982: Die Krimistunde (Fernsehserie, Folge 1, Episode: "Der Antrag")
- 1983: Der Raub der Sabinerinnen (Fernsehspiel)